# Boca de Ouro (1990)
Boca de Ouro é um filme brasileiro de 1990, do gênero drama policial, dirigido por Walter Avancini e baseado na peça teatral de Nélson Rodrigues.
Este filme, que marca a estreia de Avancini na direção cinematográfica, é a segunda adaptação cinematográfica da peça de Nelson Rodrigues, após Boca de Ouro, de 1963, de Nelson Pereira dos Santos.

## Sinopse
Boca de Ouro é um criminoso que, ainda bebê, fora abandonado pela mãe, torna-se líder de uma quadrilha de narcotraficantes no banheiro imundo da gafieira Imperadores do Jacarezinho. A ação se desenrola à medida que Guigui conta tudo sobre sua vida ao lado do criminoso para o repórter Caveirinha.

## Elenco
- Tarcísio Meira.... Boca de Ouro
- Cláudia Raia.... Guigui
- Luma de Oliveira.... Celeste
- Hugo Carvana.... Caveirinha
- Maria Padilha.... Maria Luiza
- Ricardo Petraglia.... Leleco
- Grande Otelo
- Osmar Prado
- João Signorelli
- Betty Goffman
- Márcia Couto
- Nélson Sacha Rodrigues
- Tarcísio Filho

## Premiações
Festival Latino de Nova York 1990
- Melhor ator (Tarcísio Meira)[1]